# Nagroda Anna-Monika
Nagroda Anna-Monika – jest nagrodą Fundacji Anna-Monika z siedzibą w Düsseldorfie, przyznawaną co dwa lata od 1966 roku. Nagroda wynosi 25.000 euro i ma na celu wyróżnienie szczególnych osiągnięć badawczych w zakresie biologicznych przyczyn i zaburzeń funkcjonalnych depresji. Fundację założył w 1965 roku przedsiębiorca z Dortmundu Peter Rehme (zmarł 1978) ku pamięci jego córki Anny-Moniki, ciężko chorej na depresję. Pierwszym przewodniczącym komisji nagród był Friedrich Panse od 1965 do 1971, następnie Paul Kielholz od 1971 do 1989, Hanfried Helmchen od 1989 do 1999 i Fritz Henn od 1999 do 2013. Rainer Rupprecht jest przewodniczącym komisji nagród od 2013 roku.

## Laureaci
| Przyznanie | Rok       | 1. Nagroda                                                                                      | 2. Nagroda | 3. Nagroda                                                        |
| ---------- | --------- | ----------------------------------------------------------------------------------------------- | --- | ----------------------------------------------------------------- |
| 01.        | 1966/1967 | - Joseph Jacob Schildkraut i współpracownicy                                                    | - Jules Angst |                                                                   |
| 02.        | 1968/1969 | - Mogens Schou i współpracownicy                                                                | - Alec Coppen i David Murray Shaw                                                                                                 | - Gerald Curzon i Mario Perez-Reyes                               |
| 03.        | 1970/1971 | - Folke Sjöqvist i współpracownicy - William E. Bunney, Frederick K. Goodwin i Dennis L. Murphy | - Norbert Matussek | - Burkhard Pflug i Rainer Tölle                                   |
| 04.        | 1972/1973 | - George Winokur                                                                                | - James W. Maas - Merton Sandler i Moussa B. H. Youdim (w laboratoriach badawczych Bernhard Baron Memorial Research Laboratories) | - Herman M. van Praag - Leopold Flohé                             |
| 05.        | 1974/1975 | - Arvid Carlsson                                                                                | - Edward J. Sachar | - Per Kragh-Sørensen - Marie Asberg                               |
| 06.        | 1976/1977 | - Martin Roth                                                                                   | - Fridolin Sulser - A. R. Green i David Grahame Grahame-Smith                                                                     | - David J. Kupfer                                                 |
| 07.        | 1978/1979 | - Solomon H. Snyder                                                                             | - Max Fink | - Elliot S. Gershon                                               |
| 08.        | 1980/1981 | - Julien Mendlewicz - Salomon Z. Langer                                                         | | - Bernard J. Carrol - Anna Wirz-Justice i Thomas A. Wehr - J. May |
| 09.        | 1982/1983 | - Irwin J. Kopin                                                                                | - Jerzy Vetulani i Robert H. Belmaker                                                                                             | - Per Bech                                                        |
| 10.        | 1984/1985 |                                                                                                 | - Detlev von Zerssen, Mathias Berger, Peter Doerr - Gerald L. Klerman, Myrna M. Weissman                                          | - Alexander Borbély - Kenneth J. Kellar                           |
| 11.        | 1986/1987 | - Janice A. Egeland i współpracownicy                                                           | - Charles B. Nemeroff | - Joachim E. Schultz                                              |
| 12.        | 1988/1989 | - Robert M. Post                                                                                | - Gregor Laakmann | - Helmut Wachtel                                                  |
| 13.        | 1990/1991 |                                                                                                 | - Norman E. Rosenthal i Thomas A. Wehr - Giorgio Racagni - Sofia Avissar i Gabriel Schreiber                                      |                                                                   |
| 14.        | 1992/1993 | - Hans Ågren                                                                                    | - Beth J. Hoffmann - Hans Förstl                                                                                                  | - Paul Linkowski                                                  |
| 15.        | 1994/1995 | - Dennis S. Charney i George R. Heninger - Pedro L. Delgado                                     | - Nicholas Barden | - Phil Skolnick                                                   |
| 16.        | 1996/1997 | - Kenneth S. Kendler                                                                            | | - Isabella Heuser                                                 |
| 17.        | 1998/1999 | - Lewis L. Judd - Hagop S. Akiskal                                                              | |                                                                   |
| 18.        | 2000/2001 | - Ronald S. Duman                                                                               | |                                                                   |
| 19.        | 2002/2003 | - Florian Holsboer                                                                              | |                                                                   |
| 20.        | 2004/2005 | - Elliot S. Gershon                                                                             | |                                                                   |
| 21.        | 2006/2007 | - Alexander H. Glassman                                                                         | |                                                                   |
| 22.        | 2008/2009 | - Aaron T. Beck - Gerhard Sanacora i John H. Krystal                                            | |                                                                   |
| 23.        | 2010/2011 | - Eric J. Nestler                                                                               | - Rainer Rupprecht |                                                                   |
| 24.        | 2012/2013 | - Alan F. Schatzberg                                                                            | |                                                                   |
| 25.        | 2014/2015 | - Ned H. Kalin - Carmine Pariante                                                               | |                                                                   |
| 26.        | 2016/2017 | - Eero H. Castrén                                                                               | - Michael Bauer |                                                                   |
| 27.        | 2018/2019 | - Andrew H. Miller                                                                              | - Diego H. Pizagalli - Manuel Mameli                                                                                              |                                                                   |
| 28.        | 2022/2023 | - Helen S. Mayberg - Lisa Monteggia i Ege Kavalali                                              | - Mark Rasenick |                                                                   |